# P.T.
《P.T.》是一款第一人稱視角恐怖遊戲，由日本遊戲設計師小島秀夫監督，小岛工作室開發，并由科樂美發行。遊戲於2014年8月12日在PlayStation Network免費下載，作為被取消開發的沉默之丘系列作品「Silent Hills」的互動宣傳片。玩家在遊戲中置身於一所洋館中，在一道不斷重複的走廊中探索和經歷超自然事件。
《P.T.》所獲的評價普遍正面，評論大多讚揚恐怖元素和輪迴走廊設定，但批評謎題過於複雜。科樂美在遊戲開發取消後把《P.T.》從PlayStation Store上移除。

## 遊戲操作
《P.T.》採用第一人稱視角，玩家操作的主角在一所鬧鬼的房子中醒來並經歷多個超自然事件。室內可供探索的地點為一道不斷輪迴的L型走廊以及相鄰的兩個房間：洗手間和玩家醒來時身處的房間，主角可進行的動作只有走動和注視物件，並必須調查超自然事件和解開謎題，每一次完成解謎後走廊將於下一次輪迴時出現變化。遊戲內唯一敵人是女幽靈莉莎（Lisa），玩家在被攻擊後將被送回當次輪迴時的起點。
在解開最後一個謎題後，為原定遊戲Silent Hills製作的宣傳片段將會播放，原定總監為小島秀夫與墨西哥導演吉勒摩·戴托羅，主角外貌由美國演員諾曼·李杜斯提供。

## 劇情
遊戲主角在一所房子內醒來，在室內輪迴的走廊中不斷前進。屋內的收音機以不同語言發放出不同訊息，包括兩宗均由父親進行的弒親案，其中一人被指在行兇時多次道出數字204863。
主角不久遇上屋內的敵對女幽靈莉莎，並在洗手間中取得照明燈和發現洗手盤內的胎兒。主角在被莉莎攻擊後在起始房間中再次醒來，房內一個帶血紙袋向他表示「門內的空隙」乃另一現實，同時警告「唯一的我是自己，你是否肯定唯一的你是你」。主角其後聽到收音機驅使一名行兇者於洗手間內殺死一名女性，在進入洗手間後，洗手盤內的胎兒揭露主角於10個月前因失業而一直借酒澆愁，其妻被迫外出工作
在走廊再次輪迴後，一道聲音持續道出數字204863，遊戲畫面此時出現檔案錯誤信息，主角再度在起始房間醒來，在解答最後一個謎題後，收音機透露主角已被選上。在其後播放的短片中，一道聲音表示其父親殺死了自己，並有意帶著其新玩具回來。

## 開發

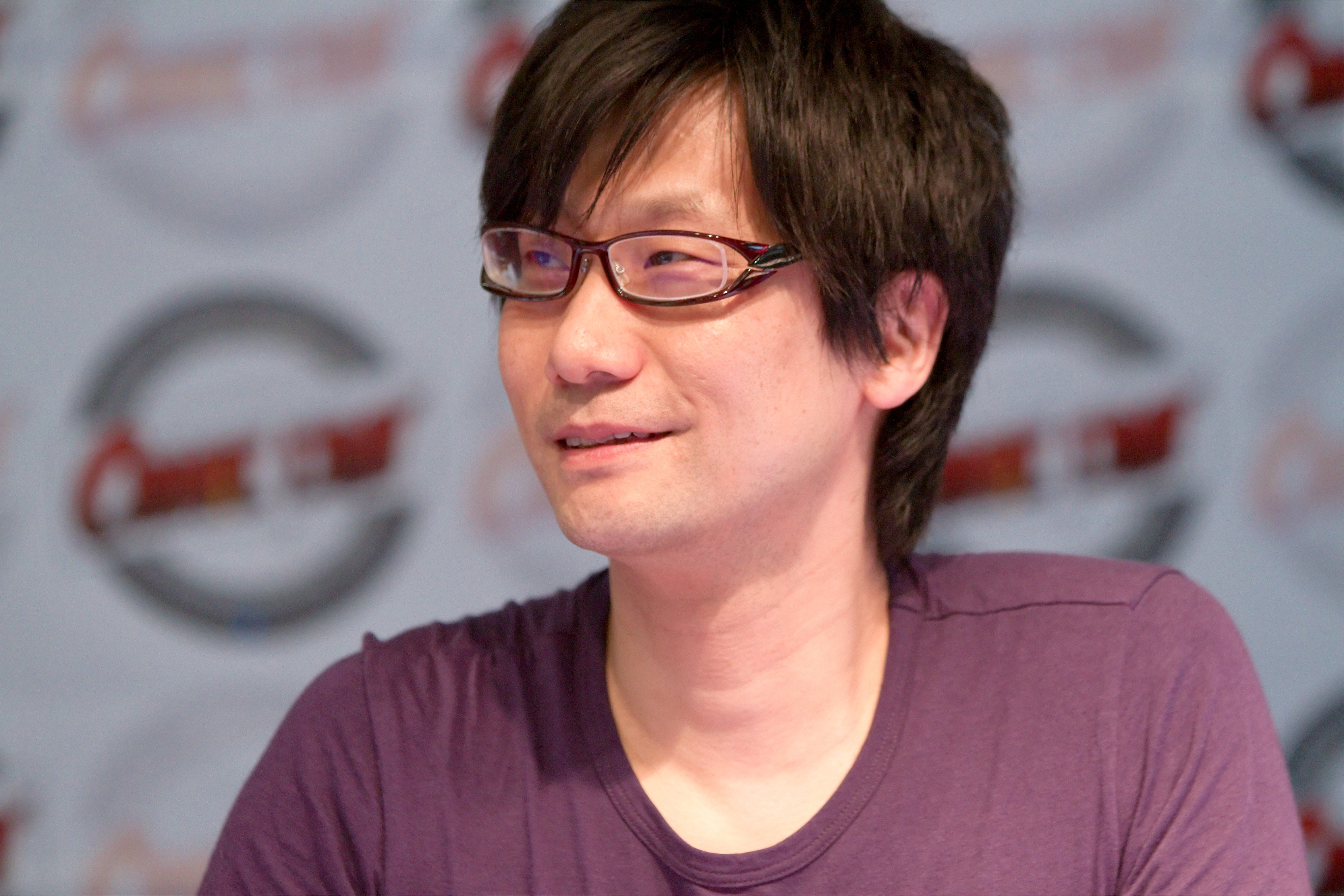
图为本游戏的主要制作人小岛秀夫

小岛工作室以Fox Engine作為P.T.的遊戲引擎。小島秀夫表示希望以新方法驚嚇玩家，同時以互動短片取代視訊短片和遊戲截圖，預計能讓玩家耗時數星期完成，當中謎題難度亦被設定得較高，但部分玩家在《P.T.》發行後數小時內就已完成遊戲，對此他表示驚訝。小島秀夫亦希望《P.T.》能成為一個謎團以提高遊玩時的恐怖感覺，遊戲內發生的事件未獲詳述，解謎線索數量亦相當有限，為使《P.T.》能讓不同文化背景的玩家同樣感到不安，小島秀夫放棄以廢墟作遊戲地點，改用走廊的形式，同時表示《P.T.》與原定遊戲《Silent Hills》沒有直接關係。小島秀夫表示，《P.T.》創作概念來自各恐怖電影和令其感到恐怖的其他媒體，且有感於大量恐怖遊戲依賴視覺暴力，小島秀夫在創作時刻意避免走上同一路線，而是強調「更真實、深思熟慮和深層滲透」的恐懼。在《P.T.》和《寂静岭》新作被宣布取消之后，德尔·托罗在2015年9月於自己的Twitter帐号上透露，这个系列企划曾经準備邀请到日本著名恐怖漫画家伊藤润二参与，但是因为整个企划取消而最终未能成行。

## 發行
《P.T.》於2014年度的遊戲交易展覽Gamescom中公開，作為未來一款匿名恐怖遊戲的試玩版本，其後於2014年8月12日在PlayStation Network發行。小島秀夫並未正式宣佈新的《寂靜嶺》系列遊戲，而是以不存在的「7780s工作室」把《P.T.》作為試玩遊戲對外公佈。2014年9月，索尼在其東京遊戲展開始前的記者會中表示《P.T.》下載數量超過一百萬次。
隨著《Silent Hills》被宣布取消，《P.T.》於2015年4月29日從PlayStation Network上被移除，雖然一度有消息指遊戲可以再次下載，但至2015年5月時就已無法下載。

## 評價
《P.T.》評價普遍正面。《福布斯》成員艾力克·凱恩（Erik Kain）表示遊戲內的恐怖設計能引起不安感，成功地為原定遊戲Silent Hills進行宣傳；《GamesRadar》成員大衛·候頓（David Houghton）表示遊戲內的恐怖元素引人入勝和佈置良好，遊戲的難度也產生了網上討論平台，使玩家透過傳言、網上流傳等方式找出謎題答案，造就了獨立的都市傳說；《Eurogamer》成員謝飛·馬圖利夫（Jeffrey Matulef）表示《P.T.》在傳統的遊戲進程中強調了聲音效果、視覺設計、編舞藝術、以及難以破解的敵人角色，使遊戲變得恐怖和引人入勝。對於遊戲內的謎題，《Digital Spy》成員馬可·雷諾斯（Matthew Reynolds）以「沮喪的來源」形容答案欠清晰的最後一道謎題；馬圖利夫則表示謎題的難度和優劣各異，但因使人精神上不安而使遊戲更為恐怖。
《P.T.》被《GameSpot》選為其2014年8月的本月最佳遊戲；IGN網站成員馬提·史利發（Marty Sliva）把《P.T.》收錄進其年度最佳電子遊戲宣傳片段列表中，表示《P.T.》是他於2014年內接觸過的遊戲中其中一款最有趣、美麗和恐怖的作品；IGN另一成員露西·奧布里恩（Lucy O'Brien）形容《P.T.》是近年真正最恐怖的互動體驗，足以成為其年度遊戲選擇之一；《Giant Bomb》把該遊戲選為其年度最恐怖遊戲；《Bloody Disgusting》的FEAR選舉中把《P.T.》選為最恐怖遊戲；《Polygon》把《P.T.》評為其十大年度遊戲之一。

## 主題與分析
《Eurogamer》成員謝飛·馬圖利夫指出遊戲謎題性質較混亂和愚笨，因此認為遊戲的主題是循環的精神痛苦；《Polygon》成員丹尼爾·里恩達（Danielle Riendau）指出遊戲包含了《寂靜嶺》系列兩大主題，分別是家庭創傷與暴力，以及真實世界與惡夢世界的二元性，同時指出遊戲與1977年電影《橡皮頭》主題相近，兩者均包括一個哭泣的畸形胎兒和主角從現實進入恐怖的世界
遊戲內不斷輪迴的走廊成為一眾評論的重點。《GameSpot》成員羅布·確士利（Rob Crossley）認為走廊能引發中度幽閉恐懼症和對四周環境的熟悉，走廊前半部分能營造緊張感，後半部分的設計故意使玩家無法盡覽一切，從以增加玩家的無力感；《GamesRadar》成員大衛·候頓表示遊戲明瞭如何在心理範圍內引起恐懼感，形容走廊的輪迴是連接一切的中心，使玩家不斷感受到房子內輪迴的恐懼，每一次離開走廊是解脫，但同時回到起點暗示著事情將幾乎無可避免地加劇，每次輪迴前的經歷更能加強這點；《Polygon》引述一名玩家表示遊戲的最大價值在於其輪迴走廊，不但能引起恐懼感，也喚起渴望得知將會發生何事的好奇心；馬圖利夫表示遊戲內幽閉和重複的環境能催眠玩家，增加其無力感。
由於遊戲大部分內容能任由玩家詮釋，一眾玩家就遊戲內發生的事情提出了各種理論。影片分享網站YouTube兩名用戶表示遊戲的開放式性質是其最出色一面之一，遊戲內可能仍有內容未被發現，包括彩色光的背後含意，同時認為遊戲暗示收音機是兩宗弒親案的主要元兇。收音機亦有一段瑞典語，指出1938年一部收音機廣播劇為真實可信，有玩家認為該劇對應改編自科幻小說《世界大戰》之廣播劇版本。外星人入侵被指是《寂靜嶺》系列的傳統，各遊戲秘密結局常涉及外星人。遊戲主角身份亦是玩家團體欲探查的對象。

## 媒體反應
新聞界對《P.T.》應歸類為宣傳片段、遊戲或試玩版感到混亂，但《P.T.》仍獲最佳宣傳片段獎、本月遊戲獎和年度最佳恐怖遊戲獎。《IGN》成員馬提·史利發把《P.T.》提名為最佳宣傳片段，認為它較像試驗性質的互動電影；視《P.T.》為試玩版的聲音較大，但《GameSpot》拒絕把《P.T.》歸類為試玩版。《P.T.》大多被視為《Silent Hills》的試玩版，但未有證據顯示《P.T.》當時將會作為完整版遊戲的一部分。小島秀夫於社交網站Twitter解釋《P.T.》並非《Silent Hills》的試玩版而是宣傳片段。
《Polygon》成員基斯杜化·葛蘭特（Christopher Grant）認為《P.T.》類似皮克斯動畫工作室長篇動畫上映前之短篇作品。